# Murray Rothbard

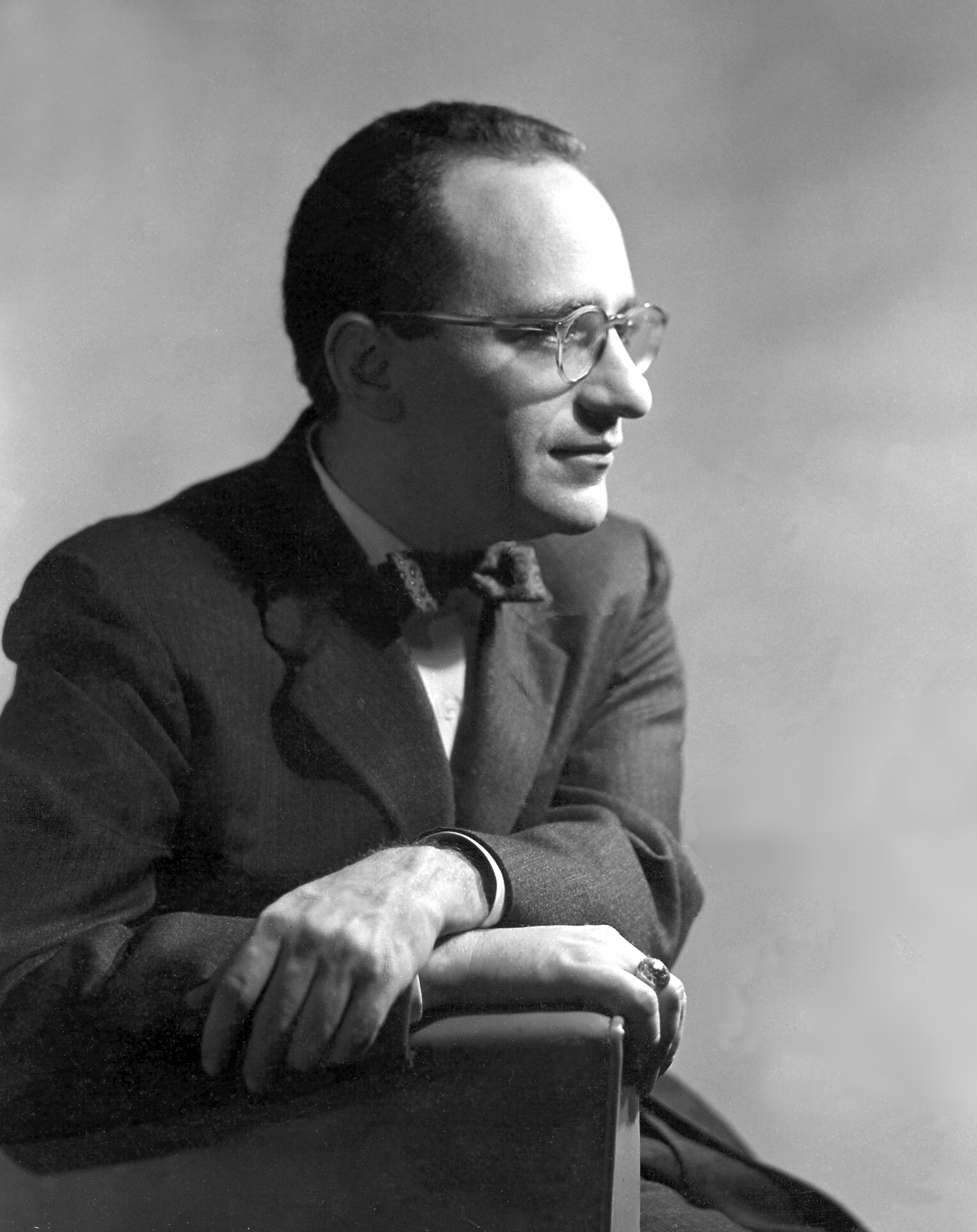
Murray Rothbard in zijn jonge jaren

Murray Newton Rothbard (New York, 2 maart 1926 — aldaar, 7 januari 1995) was een Amerikaans econoom en politiek filosoof.
Rothbard werd geboren als kind van joodse immigranten uit Rusland. Hij studeerde wiskunde (Bachelor of Arts in 1945) en economie (Master of Arts in 1946) aan Columbia University. In 1956 promoveerde hij aan dezelfde universiteit op onderzoek naar de financiële crisis van 1819 in de Verenigde Staten. In die periode was hij ook recensent bij het blad National Review.
In 1962 werd zijn boek "Man, Economy, and State" uitgebracht. Hierin gaf hij een praxeologische uiteenzetting van economische principes, geïnspireerd door eerder werk van onder meer Ludwig von Mises en de Oostenrijkse School.
Rothbard was een proponent van het Amerikaans libertarisme en anarchokapitalisme, en medeoprichter van het Cato Institute in 1977, dat hij enige tijd later verliet vanwege onenigheid over de mate waarin deze instelling principes moest opofferen voor politiek gewin en invloed.

## Rothbards Amerikaans-libertaire kritiek op de moderne hermeneutiek
Vanuit de Oostenrijkse School, invloedrijk in Amerikaanse libertaire kringen, is er heftige kritiek op de moderne hermeneutiek, een in hun ogen verdorven filosofie die de in hun ogen waardevrije economische wetenschap aantast. De belangrijkste criticus is Murray Rothbard, die in het essay The Hermeneutical Invasion of Philosophy and Economics, de moderne hermeneutiek op de korrel neemt. Hij introduceert hierin de gedachte dat er niet zozeer sprake is van hermeneutiek, maar van een politieke stroming van 'hermeneutici'. Hij ontkent daarbij dat hermeneutiek een universeel fenomeen is. Hierin leunt Rothbard op eerder kritisch werk van David Gordon en Jonathan Barnes.

Rothbards voornaamste kritiekpunten zijn:

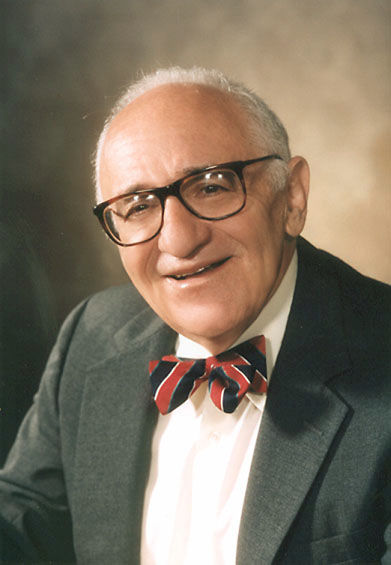
Murray Rothbard in de jaren negentig

### Zelf-contradictoir
Rothbard noemt de moderne hermeneutiek en het deconstructionisme (van mensen als Michel Foucault, Paul Ricoeur en Jacques Derrida) nihilistisch, relativistisch en solipsistisch. Zij stellen namelijk dat er geen objectieve waarheid is en dat als die er al is, die nooit ontdekt kan worden door de subjectiviteit in de waarneming van elk persoon. Zo kan een lezer nooit weten wat een auteur bedoelde en zelfs die laatste kan zichzelf niet begrijpen, door de verwardheid en verstrooidheid van elk mens. Het begrijpen van literaire teksten van (ook beroemde auteurs als) Shakespeare, Conrad, Aristoteles en Machiavelli wordt zo onmogelijk, evenals literaire en filosofische kritiek, die toch beginnen met het achterhalen van de bedoeling van de auteur. Zo schreef Gadamer veel over Aristoteles, maar volgens de hermeneutische principes kan hij zich slechts beperken tot "wat Aristoteles voor mij betekent" – wat hij volgens de hermeneutische doctrine weer niet kan weten, voor de buitenwereld oninteressant is en ook onbegrijpelijk: men kan Gadamer dan immers ook niet begrijpen. Deconstructionisme en modern hermeneutisme zijn dus zelf-contradictoir en het lezen van hun auteurs is volgens hun eigen logica overbodig.

### Onbegrijpelijkheid
Hermeneutici blinken uit in onbegrijpelijk, vaag en onleesbaar taalgebruik, het opstapelen van jargon en het bezigen van nietszeggende termen als Anwesen des Anwesenden, Dingen des Dings, Nichten des Nichts en het zeigenden Zeichen des Zeigzeugs. Gadamer gaf dit punt zelf toe; er bestond zelfs de term Gad: een maatstaf voor onnodige complicaties in het denken. Ook het aura van wijsheid en magie, al begonnen bij Hegel, doet de helderheid geen goed.

### Collectivisme
Niet toevallig zijn veel hermeneutici eigenlijk marxisten, vindt Rothbard. Want het marxisme is volgens hem onjuist en onwetenschappelijk. Omdat Rothbard de mening is toegedaan dat volgens hermeneutici niets objectief waar is en alle gezichtspunten en proposities subjectief zijn, gaat hij ervan uit dat hermeneutici geen problemen met het marxisme hebben. De hermeneutiek biedt geen handvatten om marxisme af te wijzen en daarom kan men haar als even waardevol zien als andere stromingen. Op dit standpunt van Rothbard is veel kritiek gekomen. Opvallend genoeg zien andere filosofen met 'Oostenrijkse' filosofische wortels, zoals Karl Popper, klassieke marxisten niet als hermeneutici, maar als (mislukte) positivisten.

### Openheid en conversatie
Rothbard stelt een tweedeling vast binnen de hermeneutiek. Het beruchte, relativistische en nihilistische anything goes van Paul Feyerabend maakt bijvoorbeeld astrologie gelijkwaardig aan astronomie en verklaart wetenschap zinloos. Maar opvallend genoeg kiezen andere hermeneutici toch liever op (impliciete) morele gronden voor een oneindige conversatie, hoewel zij beweren dat er geen objectieve waarheid is en dat men wetenschappers en theoretici niet kan begrijpen. Waarheid bestaat bij hen uit veranderlijke en arbitraire consensus, waarvoor zij geen dan weer geen empirische of logische criteria hebben. Het altijd openhouden van de mogelijkheid dat de ander gelijk heeft, is een drogreden omdat men in sommige gevallen er toch zeker van is dat de ander het fout heeft. Zoals in het geval van dictators. Het openhouden van de conversatie is de tegenhanger van repressieve tolerantie. Verder gevolg van openheid is dat hermeneutici zich erg breed op andere auteurs beroepen en daarmee volgens Rothbard een beroep op autoriteit doen en dus nogal scholastiek te werk gaan.

### Hermeneutische economie
De hermeneutiek is de economische wetenschap ingeslopen door de crisis, aan het eind van de twintigste eeuw, van zowel het Keynesianisme als de neoklassieke theorie van Milton Friedman, die (ten onrechte) het logisch positivisme in de economie introduceerde. Ook de economische hermeneutici hebben nogal eens een afkeer van het gebruik van wiskunde in de economie, maar hermeneutiek in dat vakgebied is eigenlijk nog onwenselijker. De vijand van je vijand is niet altijd je vriend, aldus Rothbard. Hierbij kan men voor de positivisten nog enig begrip opbrengen, aangezien zij veelal groot werden in het Wenen van Hegelianisme en de nog jonge Heidegger, met hun dialectiek en protohermeneutiek, waarmee zij (bijvoorbeeld Karl Popper, Rudolf Carnap, Hans Reichenbach, Moritz Schlick) wellicht wilden afrekenen.

### Boeken
- Man, Economy, and State: A Treatise on Economic Principles (1962)
- The Panic of 1819: Reactions and Policies (1962)
- America's Great Depression (1963)
- What Has Government Done to Our Money? (1963)
- Power and Market, Government and the Economy (1970)
- For a New Liberty, the Libertarian Manifesto (1973)
- Conceived in Liberty (volumina I & II) (1975)
- Conceived in Liberty (volumen III) (1976)
- Conceived in Liberty (volumen IV) (1979)
- The Ethics of Liberty (1982)
- The Mystery of Banking (1983)
- The Case for a 100 Percent Gold Dollar (1991)
- The Case Against the Fed (1994)